# Вейко (Північна Кароліна)
Вейко (англ. Waco) — місто (англ. town) в США, в окрузі Клівленд штату Північна Кароліна. Населення — 310 осіб (2020).

## Географія
Вейко розташоване за координатами 35°21′46″ пн. ш. 81°25′46″ зх. д. / 35.36278° пн. ш. 81.42944° зх. д. (35.362648, -81.429329).  За даними Бюро перепису населення США в 2010 році місто мало площу 2,05 км², з яких 2,04 км² — суходіл та 0,01 км² — водойми.

## Демографія
Згідно з переписом 2010 року, у місті мешкала 321 особа в 127 домогосподарствах у складі 95 родин. Густота населення становила 157 осіб/км².  Було 149 помешкань (73/км²).
Расовий склад населення:
| - 79,1 % — білих - 19,6 % — чорних або афроамериканців |

До двох чи більше рас належало 0,3 %. Частка іспаномовних становила 1,2 % від усіх жителів.
За віковим діапазоном населення розподілялося таким чином: 18,7 % — особи молодші 18 років, 67,0 % — особи у віці 18—64 років, 14,3 % — особи у віці 65 років та старші. Медіана віку мешканця становила 43,4 року. На 100 осіб жіночої статі у місті припадало 100,6 чоловіків;  на 100 жінок у віці від 18 років та старших — 107,1 чоловіків також старших 18 років.
Середній дохід на одне домашнє господарство  становив 34 520 доларів США (медіана — 23 000), а середній дохід на одну сім'ю — 48 285 доларів (медіана — 49 583). За межею бідності перебувало 37,6 % осіб, у тому числі 69,8 % дітей у віці до 18 років та 15,8 % осіб у віці 65 років та старших.
Цивільне працевлаштоване населення становило 120 осіб. Основні галузі зайнятості: освіта, охорона здоров'я та соціальна допомога — 35,0 %, виробництво — 25,0 %, будівництво — 12,5 %, науковці, спеціалісти, менеджери — 10,8 %.